# Fransk litteratur
Fransk litteratur omfatter den samlede mængde litterære værker skrevet både af franskmænd og litteratur skrevet på fransk af udlændinge.
Fransk litteraturhistorie tager sin begyndelse i middelalderen og udvikler sig stadigvæk.

## Fransk litteraturhistorie

### Middelalderen
En af Strasbourg-ederne fra 842 er den første kendte tekst skrevet på romansk, som var forløberen for det franske sprog. Den første bevarede tekst på dette sprog, som anses for at være "litterær", er Sankt Eulalias sekvens, som fomentlig er skrevet mellem 881 og 882 ; det er en enkel fremstilling af 29 vers fra et latinsk religiøst/pædagogisk digt.
De første store franske litterære tekster, daterer sig fra midten af middelalderen, som falder sammen med udviklingen af landbruget og den befolkningsmæssige udvikling efter tiden med invasioner, anarki og epidemier.
Chansons de geste er eposser, der hylder ridderidealet og fortæller om store krigeres bedrifter. Et af de ældst kendte ridderkvad er Rolandskvadet fra midten af 1000-tallet. Det er skrevet som en hyldest til en af Karl den Stores vasaller, Grev Roland, der i 778 faldt under et bagholdsangreb ved Roncevaux.
Den høviske litteratur, som vinder indpas i 1100-tallet, har som hovedtema den høviske kærlighed. Genren stammer fra antikken, hvor man ser en påvirkning dels fra mellemøsten, hjemtaget til Frankrig af hjemvendte korsriddere dels fra keltiske fortællinger. Et af den høviske litteraturs kendteste værker er Tristan og Isolde, der handler om en umulig kærlighed, der ender med døden. Den slags værker blev sunget af troubadourer ved de europæiske hoffer.
Chrétien de Troyes (1135 ?–1190 ?) anses for at være den første romanforfatter i den franske litteratur, hans romaner som Yvain ou le Chevalier au lion, Lancelot ou le Chevalier de la charrette et Perceval ou le Conte du Graal er typiske for denne tids litteratur. Det lange kvad Le Roman de la Rose, en best-seller fra begyndelsen af 1200-tallet er et af de sidste skrifter med den høviske kærlighed som tema, og det er endda kun i dens korte indledning skrevet af Guillaume de Lorris. Resten af skriftet, skrevet af Jean de Meung, indeholder tværtimod flere misogyniske passager i flere af de socialkritiske afsnit.
Næsten samtidig finder man Roman de Renart, der er en samling af digte skrevet på oldfransk, er en satire over den menneskelige adfærd i det middelalderlige samfund. Fortællingerne er ikke et samlet værk, men en samling af tekster af forskellige forfattere, der har det til fælles, at de er skrevet med dyr som repræsentanter for de forskellige adfærdsformer, og at de gengiver tidens feudale normer og den høviske moralkodeks.
Først i 1209-tallet gør den parisiske digter Rutebeuf op med de ridderlige dyder, med digte, der gengiver de menneskelige svagheder, usikkerheden og fattigdommen.
De første historiske tekster man kender til er beretningerne om korstogene, som dukker op i 1100-talet. Visse af disse tekster som dem fra Joinville, der gengiver Sankt Louis liv, har også en morale. Herefter er det hundredårskrigen (1337-1453), der bliver beskrevet af forfattere som Jean Froissart (1337-1410 ?) i to bøger, som han kalder Kronikker og Eustache Deschamps, som beskriver samfundet og den mentale påvirkning fra hundredårskrigen.
Efter hundredårskrigen er det digteren François Villon (1431-1463 ?), der videregiver problemerne og volden i denne periode. Han er forældreløs af ædel byrd, men bliver dømt for røveri og mord, og hans populære værker skildrer tidens uretfærdigheder.
Det religiøse teater udvikler sig op gennem middelalderen, hvor det udfolder sig til de religiøse fester som jul, påske og Kristi himmelfartsdag og i modsætning til litteraturen, der primært henvender sig til adelen, henvender teatret sig i lige så høj grad til almindelige mennesker. Ved siden af det religiøse teater opstår et morskabsteater kaldet farcen sig i 1400-tallet, selvom det bliver modarbejdet af de religiøse autoriteter.

### 16. århundrede
De humanistisle principper slår kraftigt igennem i litteraturen: Tilbage til oldtidens tekster(græske, latinske og hebraiske), ønsket om at vide, hedonisme, nytænkning af formerne og temaerne fra middelalderens litteratur.
De vigtigste prosaforfattere var Clément Marot, Jean de Sponde og Agrippa d'Aubigné samt Pléiade-digtere som Ronsard og Du Bellay.
På romansiden skiller Rabelais og Marguerite de Navarre sig ud.
Montaignes essais er et betydningsfuldt værk, placeret mellem filosofi og selvbiografi. Essayene er en af de allerførste franske selvbiografier og er med til at bane vejen for Rousseau og andre. Lignende værker i tiden prøver at afdække mennesket, som Rousseaus Confessions, der søger at beskrive menneskets såvel gode som dårlige sider.

### 1600-tallet
I begyndelsen 1600-tallet slår Honoré d’Urfé igennem med sin roman L'Astrée, som er et delvist selvbiografisk eventyr, der finder sted i perioden mellem 1607 og 1633.
Den var en af århundrets største succeser over hele Europa, som godt nok ikke kom til at øve den indflydelse på hyrdedigtningen, man kunne have troet, til gengæld kom den til øve overordentlig stor indflydelse på både romangenren, teatret, operaen og den generelle tænkning.
1600-tallet tæller to store litterære strømninger, som på den ene side er konkurrerenter og på den anden side komplementerer hinanden: Klassicismen og barokken. Barokken er storladen, mens klasscisismen er mere nøgtern. De komplementerer hinanden, fordi flere forfattere i perioden lod sig inspirere af begge, eksempelvis Pierre Corneille). Henimod slutningen af århundredet ses en ny strømning i litteraturen, som leder hen imod oplysningstiden, her repræsenteret ved en forfatter som La Bruyère.
De store navne i denne epokes litteratur er: Corneille, Jean Racine, Molière, Pascal, La Rochefoucauld, La Fontaine, Nicolas Boileau, La Bruyère, Madame de La Fayette, Madame de Sévigné og Kardinal de Retz.

### 1700-tallet
Denne periode bliver kaldt oplysningstiden, fordi man i dette århundrede søger at forstå verden og igennem dette, at sætte spørgsmålstegn ved autoriter og magt. Forfatterne steæber efter at synliggøre ånden fra renæssancen og kartesianismen, fra århundredet før, ræsonnementets sejr over troen. Oplysningsfilosofien er et europæisk fænomen, men de franske filosoffer er dem, der fremkommer med de stærkeste ideer i århundredet og præger de nye værdier, som takket være den franske revolution kommer til at påvirke Europa og resten af verden. De vigtigste franske filosoffer i tiden er Voltaire, Jean-Jacques Rousseau, Denis Diderot og Montesquieu.

### 1800-tallet
For mange litteraturhistorikere er 1800-tallet præget af så forskellige retninger som romantikken, først med Chateaubriand og senere med Victor Hugo, og realismen med forfattere som Stendhal, Honoré de Balzac ogGustave Flaubert som fakkelbærere og for naturalismen med Émile Zola.
I Frankrig rådede der kaos efter den franske revolution, og lsndet oplevede hastige politiske omvæltninger. Mange af den franske romantiks repræsentanter havde smertelige minder fra den franske revolution, for eksempel Charles Nodier. Chateaubriand og hans generation skabte den franske katolske konservatisme med repræsentanter som Joseph de Maistre, Maine de Biran, Hughes Felicité Robert de Lamennais og Louis Gabriel Ambroise de Bonald. Den franske litterære romantik var splittet indtil 1820'erne, da en distinkt forfattergruppe blev dannet: Centaklet. Frankrigs romantik kendetegnes af en større grad af orientalisme og eksotisme og mindre folkloristik, end tilfældet var i Tyskland. Chateaubriand kan igen siges at være den romantiske romans grundlægger med sine værker Attila og René, som han fik materiale til under sin landflygtighed under revolutionen.
Realismen er en lidt svag beskrivelse, som senere er blevet påhæftet forfattere som Champfleury, Stendhal og Balzac, der egentlig placerer sig imellem romantik og realisme. I l'Histoire de la littérature française fra (1894) beskriver Gustave Lanson, hvor Balzac i sine værker er realist, og hvor han er romantiker.
Naturalismen tog nogle gevaldige skridt fremad med Émile Zola

### 1900-tallet
Fransk litteratur i denne periode er naturligt nok påvirket af de historiske, politiske, moralske og kunstneriske kriser, som dette århundrede er så rigt på. De litterære strømninger, der karakteriserer perioden, er surrealismen, som er en fornyelse af poesien (André Breton, Robert Desnos og Paul Éluard), men også eksistentialismen (Gabriel Marcel og Jean-Paul Sartre), som er repræsentanter for en ny filosofi (eksempelvis formuleret i Sartres lille bog: Eksistentialisme er humanisme). Den primære inspirationskilde for forfatterne i denne periode er de politiske konflikter, som de store krige.
I dette århundrede fremstår Marcel Proust som den sidste store franske forfatter. Den eneste, der måske kommer op på siden af ham, er Louis-Ferdinand Céline.

Den litterære retning Nouveau Roman, opkaldt efter Alain Robbe-Grillets Pour un nouveau roman, er ikke noget, der i første omgang bliver taget notits af hos forfatterne. Den inspirerer ikke desto mindre en generation af forfattere, som grupperer sig om forlaget Éditions de Minuit, disse er Jean Echenoz, Jean-Philippe Toussaint, Tanguy Viel, Christian Oster, Laurent Mauvignier og Christian Gailly. Efter dette opstår der ikke rigtig nogen egentlige bevægelser. Det eneste, der nærmer sig definitionen, er Oulipo, der står for "Ouvroir de littérature potentielle", (dansk: værksted for potentiel litteratur), og som omfatter Queneau og Perec og i dag andre forfattere som Roubaud, Fournel, Jouet og Le Tellier.
Det samme kan siges om gruppen Nouvelle fiction med romanforfattere som Hubert Haddad, Frédérick Tristan og Georges-Olivier Châteaureynaud.
Regionalismen fra 1800-tallet, hvor en af repræsentanterne er George Sand, er fortsat i anden halvdel af århundredet, med forfattere som Pierre-Jakez Hélias (Le Cheval d'orgueil) og Henri Vincenot. Og genren ser ud til at fortsætte ind i det 21. århundrede med folk som Jean Anglade og Jean-Paul Malaval.
De vigtigste litterære bevægelser var:
- Surrealismen (Gaston Leroux, Paul Éluard, André Breton og Robert Desnos).
- Eksistentialismen (Gabriel Marcel, Jean-Paul Sartre, Simone de Beauvoir og Maurice Merleau-Ponty).
- Nouveau Roman (Alain Robbe-Grillet og Nathalie Sarraute).
- Det absurde teater (Antonin Artaud, Samuel Beckett, Eugène Ionesco, Albert Camus og Arthur Adamov).

## Den frankofone litteratur
Litteratur skrevet på fransk finder man over hele verden, da fransk ofte er kulturbærende sprog i mange af de
gamle kolonier.
Se også Fransksprogede forfattere